# Iglesia de Santa María (Carmona)

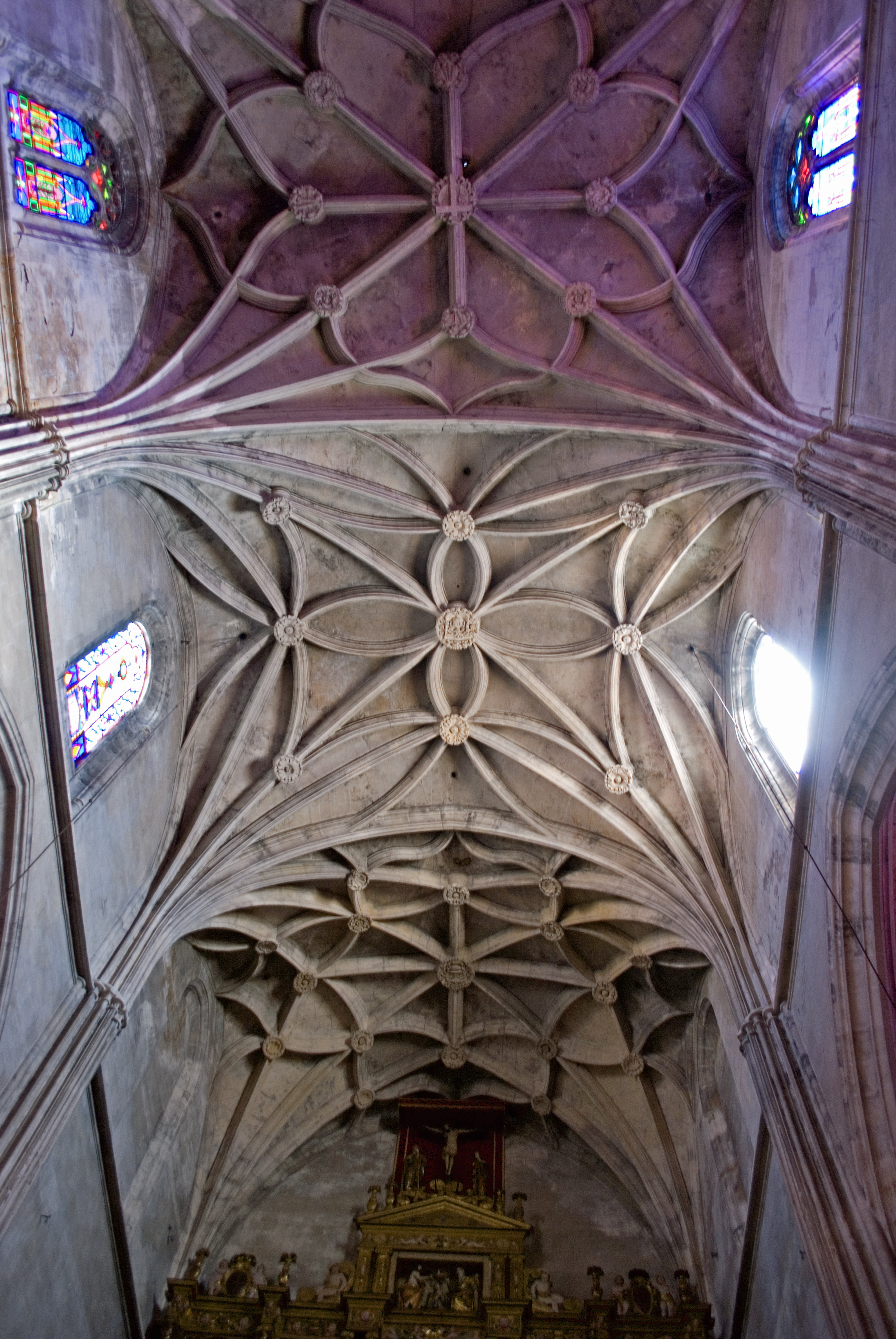
Detalle de las bóvedas de la nave principal

La iglesia prioral de Santa María de la Asunción es una iglesia de Carmona, provincia de Sevilla, Andalucía, España. Edificada en distintas fases entre los siglos XV y XIX. Es de estilo tardogótico andaluz.
El templo tiene una planta rectangular. Tiene tres naves. En las naves laterales hay entradas a capillas. En un lateral se conserva el Patio de los Naranjos, que fue el patio de abluciones de la antigua mezquita mayor de la ciudad.

## Historia
El templo inició su construcción donde estuvo la antigua mezquita en 1424. La primera fase concluyó en 1518. En esa fase intervinieron Rodrigo Gibaja, Alonso Rodríguez y Antón Gallego. Posteriormente intervino Juan de Matienzo. En 1525 empezó la segunda etapa, cuando Diego de Riaño realizó el abobedamiento del cimborrio. En 1542 fue maestro de obras Juan de Escalona, que diseñó la capilla de la Virgen de Gracia. En 1566 intervino en la obra Hernán Ruiz. Esta etapa la finalizó en 1578 Pedro Díaz de Palacios. En aquella etapa se elaboró el coro manierista. En los siglos XVI, XVII y XIX se realizaron el resto de reformas.

## Exterior
La iglesia presenta tres portadas. La situada a los pies del templo es neogótica y fue realizada en el siglo XIX. La del lateral derecho fue realizada en 1775 por Antonio Chamorro, con trazas de Antonio de Figueroa y Ruiz. La del lateral izquierdo (abierta al Patio de los Narajos) también es del siglo XVIII y no está finalizada.
El patio tiene una galería que recorre dos de sus frentes con columnas de mármol o granito rematadas por cimacios. Una de estas columnas tiene una inscripción visigoda.

## Interior
El interior contempla un gran planta de salón formada por tres naves y capillas laterales. Destacan las bóveda de nervadura de las naves, de carácter estrellado en la cabecera y sexpartito en los pies del templo. La estructura de las nervaduras del cimborrio en la nave central, presenta mayor complejidad y se encuentra decorada con medallones que representan ángeles en las claves de los arcos. Sus columnas son el resultado de la unión del conjunto de nervaduras.
En la decoración del templo destaca el retablo mayor que consta de banco (parte inferior), cuatro cuerpos (zonas) de cinco calles y ático. Se comenzó su construcción en la primera mitad del siglo XVI, y sus autores fueron Nufro Ortega y Juan Bautista Vázquez el Viejo. La policromía fue realizada entre 1564 y 1670. En los laterales del banco hay relieves de los Padres de la Iglesia, en los cuatro cuerpos hay momentos de la vida de Jesús y en el ático está la Coronación de la Virgen y Jesús en el Calvario. La parte delantera del banco tiene azulejos de finales del siglo XVI.
A ambos lados del presbiterio hay dos leones de madera con ciriales. También hay dos lámparas de plata del siglo XIX. La barandilla de hierro que cierra el púlpito fue realizada por Pedro Fernández en 1664.
En la capilla de cabecera de la nave izquierda figura un templete neoclásico en el que recibe culto la Virgen de Gracia, patrona de Carmona. También destaca la capilla del Cristo de los Martirios, que data de 1537, en la que existe un retablo fechado hacia 1550, atribuido a Roque Balduque. También destaca el retablo del Nacimiento, realizado en 1580 por Gaspar del Águila.
En un retablo hay una gran imagen de san Teodomiro. Fue encargada en 1656. Fue realizada por Juan de Arce y fue policromada por Juan de Valdés Leal. San Teodomiro es el patrón de Carmona.

## Galería

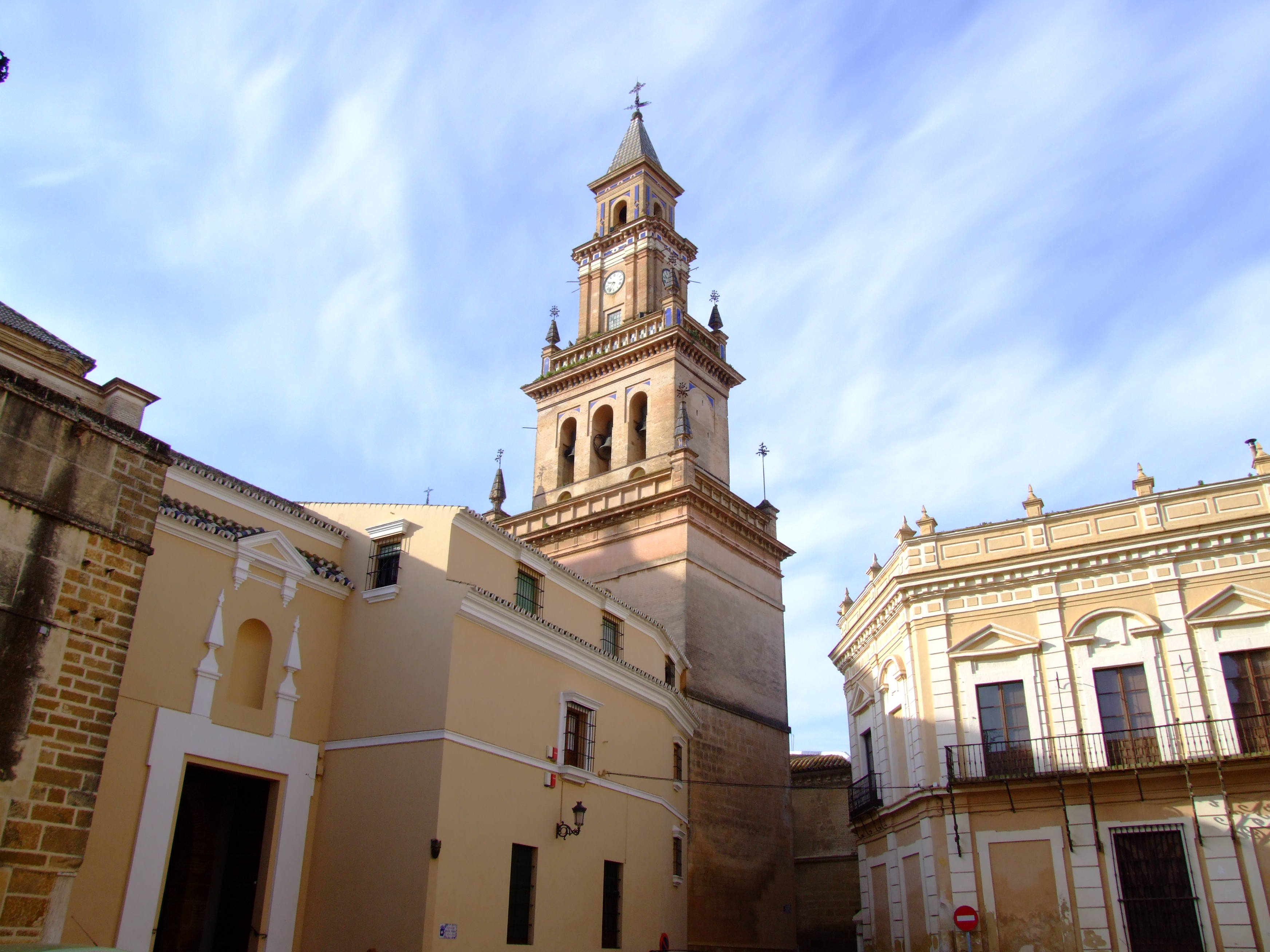
Santa María. Plaza del Marqués de las Torres.
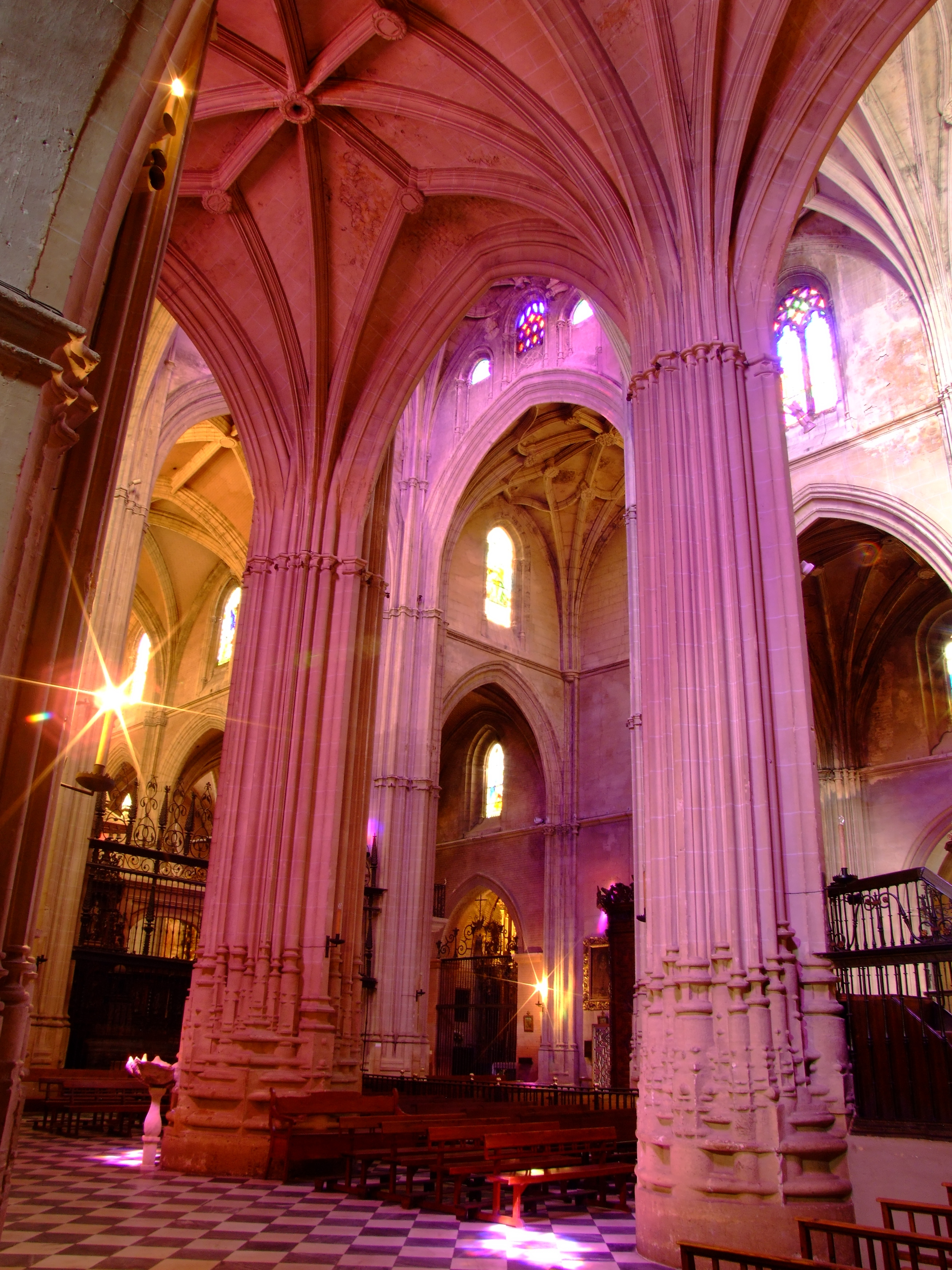
Santa María. Interior.
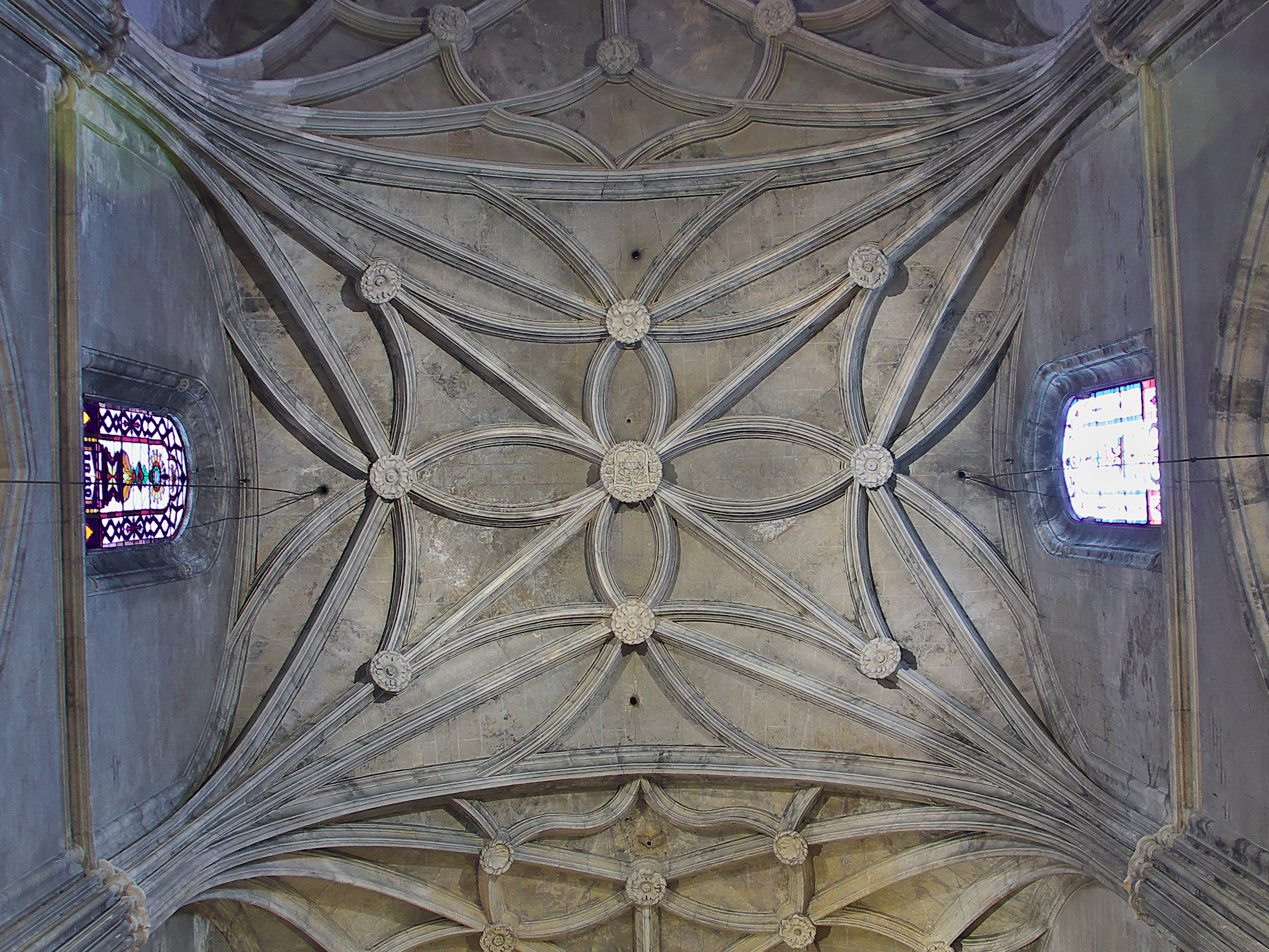
Bóveda del presbiterio
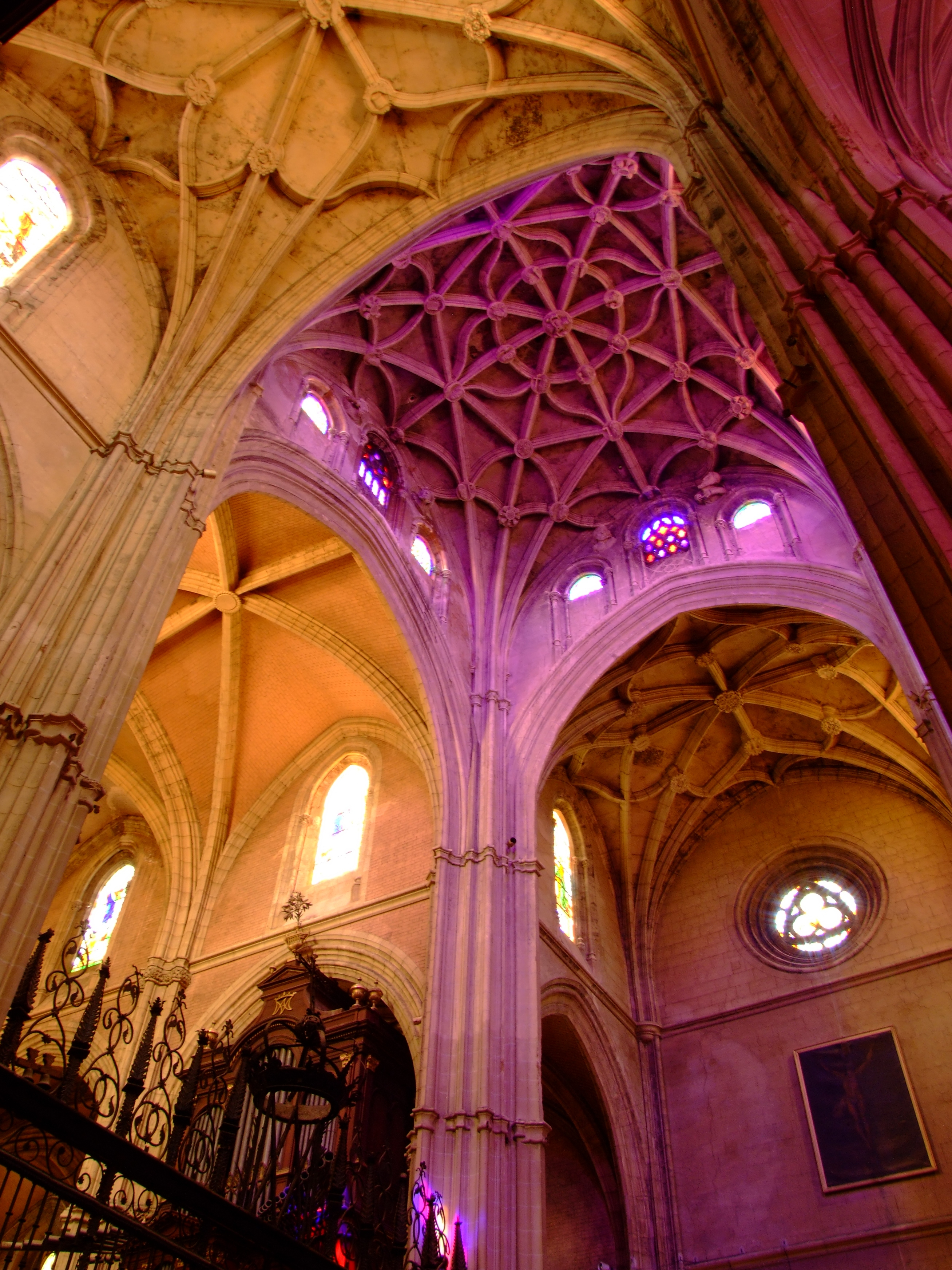
Santa María. Crucero.
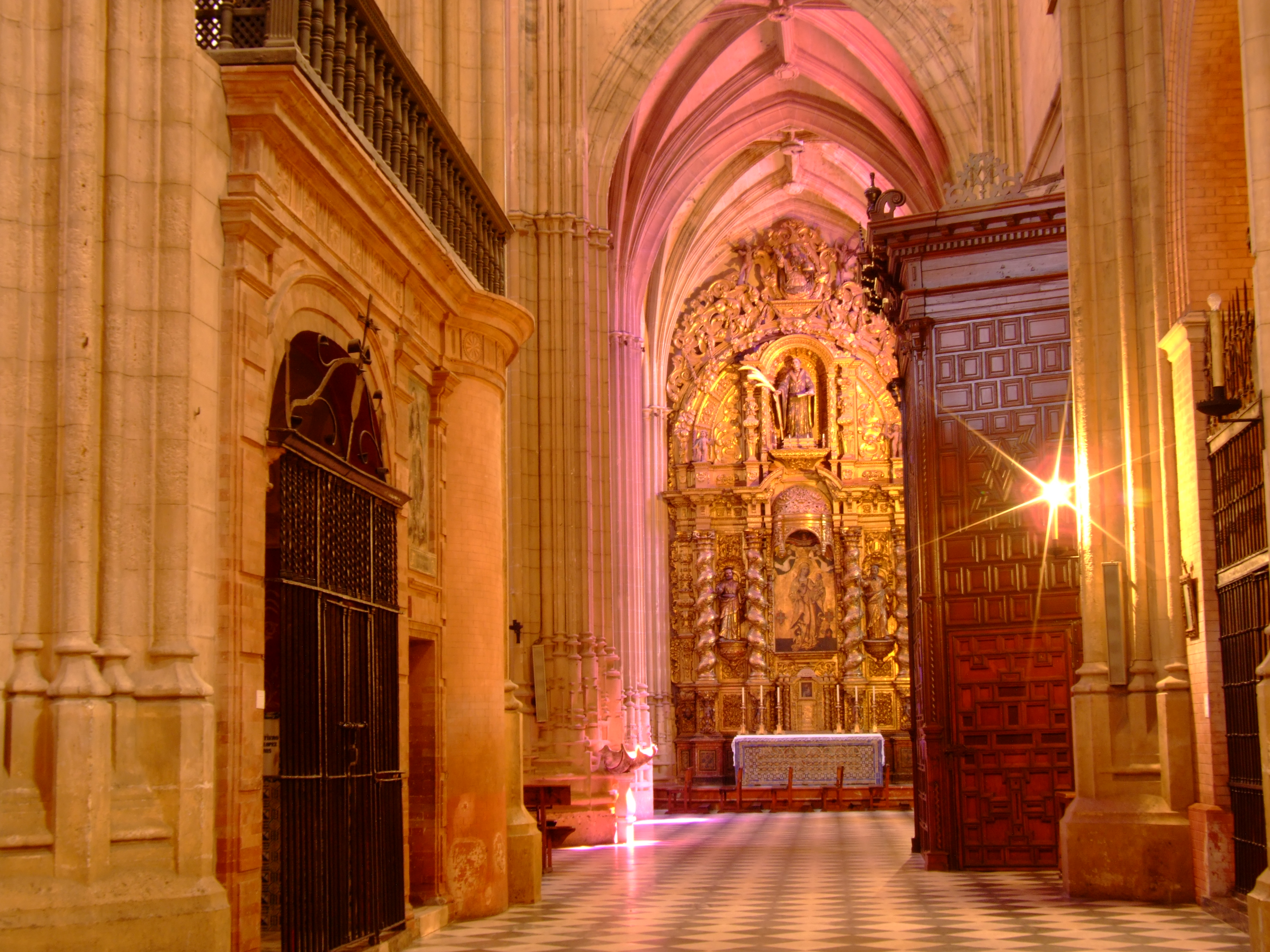
Santa María. Interior.